# Little Rollright
Little Rollright – wieś w Anglii, w Oxfordshire, w dystrykcie West Oxfordshire, w civil parish Rollright. Leży 32,6 km od miasta Oksfordu i 114,5 km od Londynu. W 1931 roku civil parish liczyła 10 mieszkańców. Little Rollright jest wspomniana w Domesday Book (1086) jako Parva Rollandri.